# ハガル

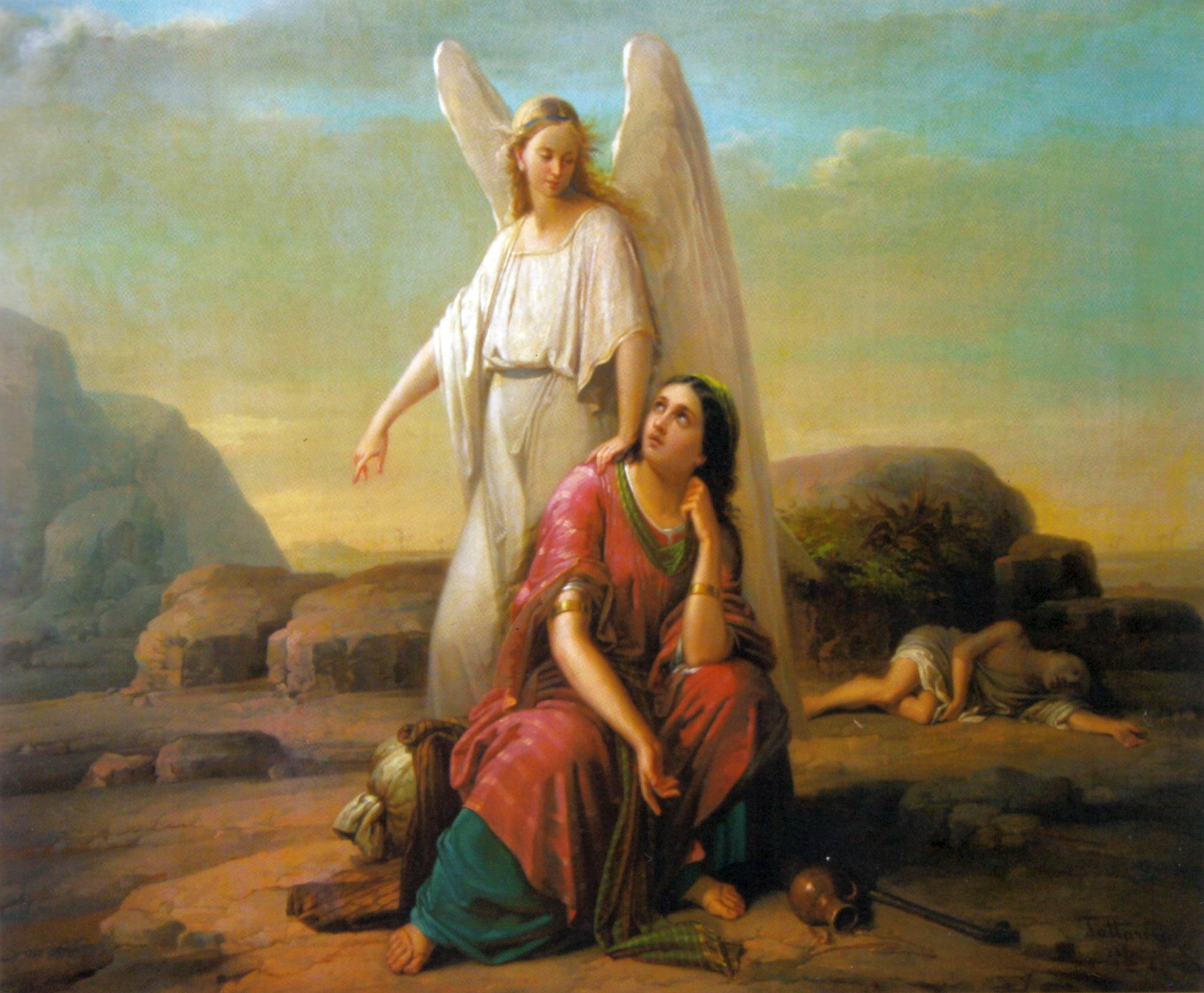
天使とハガル。ゲオルゲ・タッタレスク画。

ハガル（ヘブライ語: הָגָר (hāghār) 、古代ギリシア語: Ἁγάρ (Hagár) 、英語: Hagar）とは、旧約聖書の登場人物。アブラハム（アブラム）の妻サラ（サライ）の女奴隷（創世記16:1）。イシュマエルの母（創世記16:15）。

## 聖書の記述
- アブラハムの妻サラには中々子供が出来ず、サラは自分の女奴隷であったハガルによって、アブラハムが子孫を残せるよう夫に頼んだ[1]（創世記16:2）。
- アブラハムはサラの願いを聞き入れ、ハガルを自分のそばめとした（創世記16:3）。
- こうしてハガルはアブラハムと関係を持ち身ごもったが、ハガルは自分の主人であるサラの事を侮るようになった（創世記16:4）。
- サラが夫にその事に対して苦情を述べると、アブラハムはサラがハガルを自分の思うように扱っても構わないと許可した。それで、サラはハガルを苦しめるようになったので、ハガルは女主人の下から逃げた（創世記16:）。
- しかし、シュル街道の泉の所で彼女に御使いが現れ、神はハガルの苦悩をご覧になられたので、ハガルの子孫は多くなる事を約束し、その子供にイシュマエルという名前を付けるよう命令し、サラの下へ帰って服するよう指示された（創世記16:7-12）。
- ハガルは神を「エル・ロイ（わたしを顧みられる神）」という名前で呼び、私は神を見た後も生きていると語った（創世記16:13）。こうして、アブラハムが86歳の時にハガルはイシュマエルを産んだ（創世記16:16）。
- それから14年後（創世記17:21、24、25）、サラはイサクを産んだ（創世記21:2、3）。
- やがてイシュマエルはイサクをからかうようになり、サラはハガルとイシュマエルを追い出すように夫に懇願した（創世記21:9、10）。
- アブラハムにとってそれは不快な事だったが、神がサラの懇願を聞き入れるように命じると、彼はハガルに食料を与えて去らせた（創世記21:11-14）。
- ハガルとその息子はベエル・シェバの荒野をさまよい、水が尽きると彼女は息子が死ぬのを見たくないと思い、低木の下に隠して自分は離れた所に座り、声を上げて泣き始めた（創世記21:14-16）。
- すると御使いが天から呼びかけ、神は少年の声を聞かれたので彼を大きな国民にすると約束し、ハガルを強めた（創世記21:17、18）。
- 神がハガルの目を開くと、彼女は井戸を見つけ生き延びる事ができた（創世記21:19）。
- こうしてパランの荒野に住み、ハガルはイシュマエルのためにエジプトから妻を迎えた（創世記21:20、21）。

- 後に使徒パウロは、サラとハガルの例えを用い、ハガルが奴隷身分であった事と当時のエルサレムを結び付けている（ガラテヤ4:21-31）。